# Peter Serkin
Peter Adolf Serkin (ur. 24 lipca 1947 w Nowym Jorku, zm. 1 lutego 2020 w Red Hook w stanie Nowy Jork) – amerykański pianista.

## Życiorys
Syn Rudolfa Serkina. Początkowo uczył się u ojca, w latach 1958–1965 studiował w Curtis Institute of Music w Filadelfii u Mieczysława Horszowskiego. W 1958 roku po raz pierwszy wystąpił publicznie, występując wraz z Aleksandrem Schneiderem na Marlboro Music Festival. Edukację kontynuował u flecisty Marcela Moysego i pianisty Karla Ulricha Schnabla. Po kilkuletniej przerwie, w trakcie której podróżował i poświęcił się studiom nad filozofią i muzyką Indii, Maroka i Meksyku, na początku lat 70. XX wieku wznowił koncerty jako pianista. W 1973 roku założył grupę Tashi, w której występował do początku lat 80. razem z klarnecistą Richardem Stoltzmanem, skrzypaczką Idą Kavafian i wiolonczelistą Fredem Sherrym. Występował też w trio z Pamelą Frank i Yo-Yo Ma. Wykonywał dzieła W.A. Mozarta, Beethovena, Schumanna, Brahmsa, Strawinskiego, Arnolda Schönberga oraz utwory twórców współczesnych takich jak Olivier Messiaen, Tōru Takemitsu, Hans Werner Henze, Luciano Berio, Alexander Goehr, Peter Lieberson. Wykonywał też utwory rockowe i jazzowe.